# إيغور ألبوروف
إيغور ألبوروف (مواليد 30 نوفمبر 1982) هو ملاكم أوزباكستاني، مثّل بلاده في الألعاب الأولمبية الصيفية 2004.

## روابط خارجية
إيغور ألبوروف على موقع أوليمبيديا (الإنجليزية)